# Кальцев Сергій Федорович
Сергій Федорович Кальцев (* 20 квітня 1960 р., м. Бердянськ Запорізької області) — народний депутат України, голова Запорізької обласної організації Партії регіонів. Кавалер ордена «За заслуги» III ступеня (2010).

## Освіта
1979 р. — Бердянський машинобудівний технікум, спеціальність — «технік-технолог».
Закінчив Ростовський інститут сільськогосподарського машинобудування за спеціальністю «Металорізальні верстати та інструменти», інженер-механік.
Вища школа корпоративного управління при Московській академії народного господарства (кваліфікація Master of Business Administration).

## Трудова діяльність
1979 — 1981 рр. — проходив військову службу в Збройних силах СРСР.
З 1981 р. протягом дев'яти років працював слюсарем, механіком Бердянського заводу дорожніх машин, Бердянського дослідного заводу підйомно-транспортного устаткування
У 1992 р. заснував і очолив мале підприємство «Івеко»
У 2006 р. — обраний народним депутатом України V скликання за списком Партії регіонів
У жовтні 2010 року на виборах до органів місцевого самоврядування був обраний депутатом Запорізької обласної ради за списком Партії регіонів. Очолив постійну депутатську комісію з питань бюджету.
На парламентських виборах 2012 р. був обраний народним депутатом Верховної Ради України від Партії регіонів по одномандатному мажоритарному виборчому округу № 75. За результатами голосування отримав перемогу набравши 38,40% голосів виборців.

## Громадська діяльність
У 2007 р. став співзасновником Запорізького обласного Благодійного фонду собору Св. Рівноапостольного князя Володимира.

## Політичні погляди
Був одним зі 148-ми народних депутатів України, хто в червні 2013 року підписав Звернення депутатів від Партії регіонів і КПУ до польського Сейму з проханням «визнати Волинську трагедію геноцидом щодо польського населення і засудити злочинні діяння українських націоналістів».

## Сім'я
Одружений, виховує сина. Має молодшого брата Володимира.